# راس کورتنال
راس کورتنال (انگلیسی: Russ Courtnall؛ زادهٔ ۲ ژوئن ۱۹۶۵) بازیکن هاکی روی یخ اهل کانادا است.
از باشگاه‌هایی که در آن بازی کرده‌است می‌توان به مونترآل کانادینز، ونکوور کناکز، و نیویورک رنجرز اشاره کرد.